# The New Scene
The New Scene — студийный альбом американской певицы Сары Воан, выпущенный в 1966 году на лейбле Mercury Records. Аранжировки альбома сделали Лучи Деджизус и Боб Джеймс.

## Отзывы и признание
| Оценки критиков               | Оценки критиков |
| Источник                      | Оценка          |
| ----------------------------- | --------------- |
| AllMusic                      | [ 1 ]           |
| Encyclopedia of Popular Music | [ 2 ]           |

Рецензент журнала Billboard заявил, что неподражаемая мисс Воан исполняет последние поп-хиты в своём уникальном вокальном стиле, а её интерпретации одновременно развлекают и освежают.
Джейсон Анкни из AllMusic: «The New Scene объединил Сару Воан с аранжировщиком Лучи Деджизусом для создания великолепно сборника песен, полностью выдержанного в стиле и чувственности мейнстримной поп-музыки середины 60-х — и в то время как джазовые пуристы уже отшатнутся в ужасе и перейдут к другому альбому, менее привередливые слушатели откроют для себя искрометный, живой альбом, который отказывается жертвовать чувствительностью замечательного голоса Воан в пользу успеха кроссовера. Спустя десятилетия после первоначального выпуска альбома, такие песни, как „Michelle“ и „Call Me“, теперь неотличимы от традиционных стандартов, которые они узурпировали, и, к её чести, Воан, кажется, полностью осознает превосходство имеющегося в её распоряжении материала, смакуя тексты и управляя мелодиями со своим фирменным мастерством».

## Список композиций
1. «1-2-3» (Лен Барри, Джон Мадара, Дэвид Уайт) — 2:38
2. «What Now My Love» (Жильбер Беко) — 2:33
3. «Love» (Берт Кэмпферт, Милт Гейблер) — 2:29
4. «Who Can I Turn To?» (Лесли Брикасс, Энтони Ньюли) — 3:40
5. «Call Me» (Тони Хэтч) — 2:52
6. «With These Hands» (Бенни Дэвис, Абнер Сильвер) — 4:00
7. «Michelle» (Джон Леннон, Пол Маккартни) — 3:22
8. «Sneakin' Up on You» (Тед Дэрилл, Чип Тейлор) — 2:23
9. «Everybody Loves Somebody» (Кен Лейн, Сэм Кослоу, Ирвинг Тейлор) — 2:51
10. «The Shadow of Your Smile» (Джонни Мэдндел, Пол Фрэнсис Уэбстер) — 3:56
11. «Dominique’s Discotheque» (Рой Страджис, Гораций Линсли, Бенни Росс) — 3:12
12. «I Should Have Kissed Him More» (Рассел Джордж, Сара Джонсон) — 2:20

## Участники записи
- Аранжировка — Лучи Деджизус, Боб Джеймс
- Вокал — Сара Воан